# Vương Chung Minh
Vương Chung Minh (tiếng Trung: 王鐘銘; bính âm: Wáng Zhōngmíng, tiếng Anh: Chung-Ming Wang; sinh ngày 8 tháng 12 năm 1978) là một Wikipedian Đài Loan, chính khách, nhà bảo vệ môi trường và nhà hoạt động vì quyền của người đồng tính.

## Chính trị
Ông là thành viên của ban chấp hành trung ương Đảng Xanh Đài Loan. Ông là ứng cử viên tranh cử ghế ủy viên hội đồng ở Thành phố Tân Đài Bắc (trước đây là huyện Đài Bắc) vào năm 2010 và dự kiến sẽ tranh cử trong cuộc bầu cử lập pháp cấp huyện vào năm 2012. Trước khi Vương trở thành một chính khách và nhà hoạt động, ông từng là biên tập viên sách và tạp chí. Vương gia nhập Đảng Xanh năm 2006 và công khai là người đồng tính.

## Wikipedian
Vương Chung Minh tham gia Wikipedia vào tháng 3 năm 2004. Ông được nhắc đến trên tờ báo buổi tối của Trung Quốc vào tháng 5 năm 2004, điều này khiến ông trở thành Wikipedian Đài Loan đầu tiên được đưa tin trên các phương tiện truyền thông.
Vương chuẩn bị thành lập Wikimedia Đài Loan từ tháng 2 năm 2006 và ông được bầu làm giám đốc trong Đại hội đầu tiên của Wikimedia Đài Loan.

## Hoạt động
Vào tháng 10 năm 2011, khi các cuộc biểu tình Chiếm Phố Wall lan sang các thành phố ở châu Á, Vương và những người biểu tình đã tụ tập bên ngoài tòa nhà Đài Bắc 101 vì "Một tòa nhà lớn như Đài Bắc 101 là biểu tượng rõ ràng của sự giàu có."
Vào ngày 17 tháng 4 năm 2012, vì phản đối Dự án Đường bờ Bắc Tamsui, Vương đã đệ đơn kiện lên Tòa án Hành chính Cấp cao của Đài Loan. Ngày 4 tháng 9 năm 2013, tòa án tuyên bố báo cáo ĐTM là không hợp lệ.
Vào tháng 4 năm 2013, Wang và các thành viên nhóm chống hạt nhân khác đã có một cuộc họp về chất thải hạt nhân với Thủ tướng Đài Loan Jiang Yi-huah. Trong cùng khoảng thời gian đó, Vương đã tham gia vào một hành động chiếm giữ cây.

## Nhà tù
Vương bị buộc tội cản trở công vụ và bị kết tội và phải ngồi tù hai lần. Một là phản đối việc phá dỡ của cộng đồng cựu chiến binh quân đội, và hai là phản đối việc chặt bỏ cây xanh cho một dự án xây dựng công cộng. Cả hai đều bị kết án ba tháng.